# Убийца Зодиак (фильм)
«Убийца Зодиак» (англ. The Zodiac Killer) — американский фильм 1971 года режиссёра Тома Хэнсона. Главные роли исполнили Хэл Рид, Боб Джонс, Рэй Линч и Том Питтман.
Сюжет основан на убийствах, совершённых серийным убийцей Зодиаком в районе города Сан-Франциско, хотя он допускает много вольностей с фактическим расследованием, поскольку в фильме приводится имя и предыстория убийцы.

## Сюжет
Фильм представляет собой сильно беллетризованный рассказ о месяце из жизни убийцы Зодиака. Фильм рассказывает об убийце (личность которого как Убийцы Зодиака не раскрывается до конца первого акта фильма) и его друге Гровере (пьяном водителе грузовика с причёской тупей, который испытывает финансовые проблемы из-за развода с женой), когда они встречаются и занимаются их обычный день. В конце концов у Гровера случается нервный срыв из-за потрясений в его жизни, вызванных разводом, так как ему отказывают в праве навестить свою дочь, когда он посещает свою бывшую жену. Взяв в заложники свою дочь, вызывают полицию, и когда он пытается сбежать, Гровер видит, что на ступеньках крыльца лежит дневная газета с сообщением об очередном убийстве, совершённом Зодиаком. В припадке безумия он объявляет себя Убийцей Зодиаком и отпускает свою дочь, чтобы сбежать. Полиция застрелила его, когда он упал в ближайший бассейн.
Второй акт фильма следует за настоящим Убийцей Зодиака, который в фильме позиционируется как подрабатывающий почтовым перевозчиком. Смерть его друга заставляет его позвонить в полицию, чтобы сообщить, что человек, которого они убили, не был убийцей Зодиака, затем начинается крупная серия убийств, кульминацией которой является убийство пары влюбленных в парке. Фильм также изображает его сатанистом и тем, кто активно убивает тех в своей личной жизни, кто издевается над ним или плохо относится к нему в обычной жизни, или кто, как он слышит, издевается над его альтер эго.
В заключительном акте фильма делается попытка найти мотив преступления. Зодиак навещает своего отца в больнице, где его держат в закрытой комнате на верхнем этаже. Подразумевается, что отец Зодиака психически болен и отказывается от любого словесного общения со своим сыном. Зодиак умоляет своего отца поговорить с ним, чтобы получить от него упрёк. Сотрудники учреждения просят Убийцу Зодиака уйти, утверждая, что его присутствие «расстраивает» его отца. Уходя, Зодиак вымещает свой гнев на двух пациентах, ранив одного и убив другого.
Фильм заканчивается монологом закадрового голоса, когда убийца Зодиак занимается своими обычными делами. Зодиак хвастается тем, что его никогда не поймают, и насмехается над зрителями фильма, говоря им, что другие монстры, подобные ему, скрываются там, способные смешаться с нормальными людьми, чтобы избежать поимки во время совершения зла.

## Актёрский состав
| Актёр           | Роль                  |
| --------------- | --------------------- |
| Хэл Рид         | Джерри/Убийца Зодиак  |
| Боб Джонс       | Гровер (друг Зодиака) |
| Рэй Линч        | сержант Питтман       |
| Том Питтман     | офицер Хеллер         |
| Мэри Даррингтон | Первый убийца         |
| Фрэнк Санабек   | Джо                   |
| Берта Даль      | миссис Крокер         |
| Дион Маринкович | Хелен                 |
| Дудлс Уивер     | Доктор                |
| Глория Ганн     | Мэрилин               |
| Ричард Стайлз   | Джадд                 |
| Мэнни Кардоза   | Хиппи                 |
| Норма Такаки    | Лейки                 |
| Донна Регистер  | Донна                 |

## Производство
В интервью 2012 и 2017 годов Хэнсон заявил, что фильм был снят с целью поимки убийцы, который, по мнению Хэнсона, не смог бы удержаться от посещения премьеры фильма.

## Кинотеатральный прокат
Премьерный показ состоялся в кинотеатре RKO Golden Gate в Сан-Франциско 7 апреля 1971 года. Зрителей попросили написать свои ответы на вопрос «Я считаю, что Зодиак убивает потому, что…» и опустить свои карточки в большую коробку, чтобы принять участие в розыгрыше и выиграть мотоцикл, подаренный Kawasaki. Ничего не подозревающие кинозрители не знали, что таким образом Зодиака пытались вычислить по почерку.

### Цифровой релиз
Фильм «Убийца Зодиак» был выпущен на Blu-Ray 25 июля 2017 года американским архивом жанровых фильмов и видео Something Weird. Это был первый фильм, восстановленным Американским архивом жанровых фильмов. Специальные функции на Blu-ray включают трек с комментариями и интервью с режиссёром Томом Хэнсоном и актёром Мэнни Недвиком.